# Llanterna Coleman

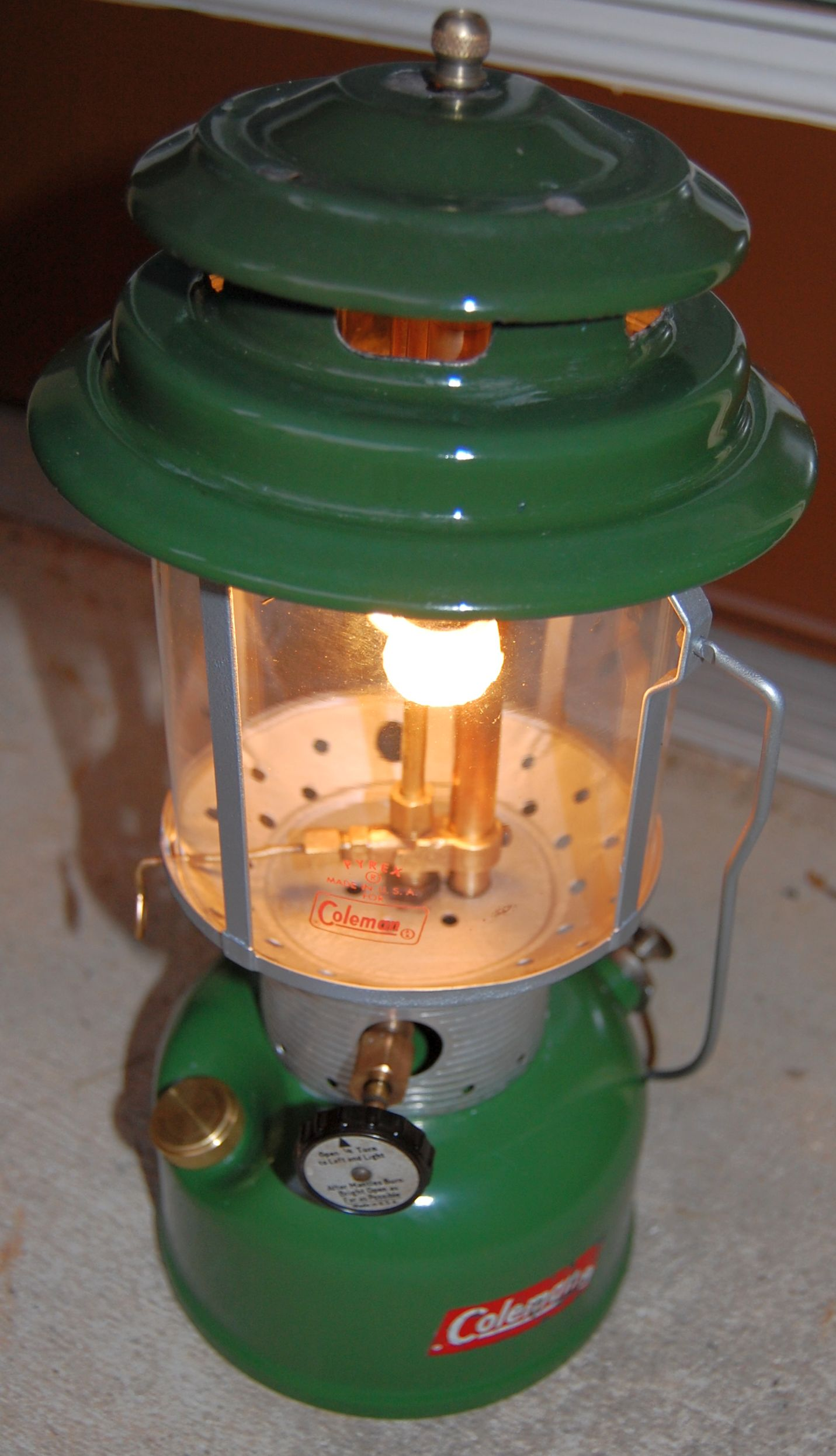
Un llum Coleman model 220F

La llanterna Coleman és un tipus de làmpada de pressió creada per l'empresa Coleman Company el 1914 que usava com combustible querosè o gasolina. Els models actuals fan servir querosè, gasolina, combustible Coleman (gas blanc) o propà i usen una o dues camises per produir una intensa llum blanca. Durant tota seva història s'han venut més de 50 milions de llanternes d'aquest tipus a tot el món.

## Història
El 1900, William Coffin Coleman venia làmpades de gasolina d'alta pressió. Aquests llums, especialment la llum d'arc penjant No. 6 'The Efficient', van ser fabricades per Irby & Gilliland a Memphis, Tennessee. No obstant això, les males vendes el van portar a adquirir la patent del llum i redissenyar-lo. Va començar a produir la làmpada el 1903, i el 1914 va introduir la llanterna Coleman, un disseny que incorporava diverses millores, com ara la pantalla d'insectes i la base plana.
Els models de doble-camisa 220 i 228 van ser els més venuts i van estar en producció des de 1927 fins de 1979.